# 本田雅俊
本田 雅俊（ほんだ まさとし、1967年3月24日 - ）は、日本の政治学者・行政学者・政治アナリスト。専門は現代日本政治および政策過程。

## 経歴
1967年（昭和42年）3月24日、富山県生まれ。1985年（昭和60年）、富山県立富山中部高等学校卒業。1990年（平成2年）、慶應義塾大学法学部政治学科卒業。1994年（平成6年）、慶應義塾大学大学院修士課程、1998年（平成10年）、慶應義塾大学大学院博士課程修了（博士（法学））。この間、内閣官房副長官秘書等を務める。1998年（平成10年） - 2004年（平成16年）、武蔵野女子大学（現・武蔵野大学）助教授、2001年（平成13年） - 2003年（平成15年）、米国ジョージタウン大学客員准教授、2004年（平成16年） - 2010年（平成22年）、政策研究大学院大学助教授（2008年（平成20年）より准教授）。2012年（平成24年）より金城大学特任教授。また、慶應義塾大学、杏林大学、北陸大学、洗足学園大学短期大学等で非常勤講師を歴任。専門は現代日本政治および政策過程。

## 公職
- 参議院の将来像を考える有識者懇談会・幹事（1999年（平成11年）4月 - 2000年（平成12年）4月）
- 総理府 地方分権推進委員会・審議協力員（2000年（平成12年）9月 - 同12月）
- 内閣府 構造改革特区評価委員会・専門委員（2003年（平成15年）10月 - 2007年（平成19年）5月）
- 衆議院政策担当秘書研修講師（2005年（平成17年）11月 - 2010年（平成22年）8月）
- 青森県八戸市政策参与（2006年（平成18年）1月 - 2007年（平成19年）4月）
- 青森県八戸市行財政諮問会議委員（2006年（平成18年）4月 - 2008年（平成20年）3月）
- 富山県射水市政策アドバイザー（2010年（平成22年）7月 - 同12月）
- 富山県富山市行政改革推進委員会委員（2011年（平成23年）2月 - 2013年（平成25年）1月）

## 著書
- 『連立政権の政治学』（共著・PHP研究所・1994年）
- 『国会改革の政治学』（共著・PHP研究所・1995年）
- 『現代の政治学Ⅰ - 日本の選挙と政党政治』（共著・1997年・北樹出版）
- 『行政改革・地方分権・規制緩和の座標』（共著・1997年・ぎょうせい）
- 『現代の政治学Ⅱ - 日本の公共政策と中央地方関係』（共著・1998年・北樹出版）
- 『国会を考える４ - 国会と行政』（共著・1998年・信山社出版）
- 『現代日本の政治と行政』（単著・2001年・北樹出版）
- 『現代政治学の課題』（共著・2006年・成文堂）
- 『総理の辞め方』（単著・2008年・PHP研究所）ISBN 978-4569700854
- 『日本の統治システム』（共著・2008年・慈学社出版）

## 主張
- 日本の二院制の抜本的改革、とりわけ参議院の権限を弱め、「権威の府」「再考の府」に変えるよう主張している[3]。
- 現行憲法の改正による国会の権能強化を主張している[4]。
- 地方分権の思い切った推進による、地方自治体の自己決定と自己責任の拡充を主張している。